# Принц и нищий
«Принц и ни́щий» (англ. The Prince and the Pauper) — исторический роман Марка Твена. Написан в коннектикутском доме автора и впервые опубликован в 1881 году в Канаде. В романе с иронией описаны недостатки и нелепости несовершенной английской государственной и судебной системы XVI века. Перевод на русский язык Корнея Чуковского и Николая Чуковского многократно переиздавался в СССР.

## Сюжет
В 1547 году в беднейшем районе Лондона живёт мальчик Том Кенти, влача жалкое нищенское существование. Его нередко колотит отец-пьяница, но несмотря на это, Том развит и одарён, сосед-священник научил его читать и писать. Мальчик обожает книги о королях и принцах и мечтает увидеть вблизи особу королевской крови. 
Как-то, оказавшись вблизи ограды дворца, Том увидел настоящего живого принца, будущего короля Эдуарда VI. Но сердитый стражник не позволил маленькому оборванцу вволю полюбоваться на наследника престола, грубо оттолкнув и обругав ребёнка. Принц, заметив это, пожалел бедного мальчика и пригласил его во дворец, в свои покои. Ради шутки дети поменялись одеждой. 
Принц, заметив на руке Тома синяк от удара стражника, выбежал из дворца, решив наказать сурового охранника. Тот, приняв одетого в лохмотья принца за недавнего нищего — что неудивительно, так как Том и Эдуард были весьма схожи лицом, — вышвырнул его вон. 
Том, так и не дождавшись принца, пытается рассказать придворным о произошедшем. Однако они не верят Тому и принимают его за принца, объясняя странное поведение «наследника» тем, что от большой нагрузки учением тот временно помешался. Встретившись с королём, тяжело больным Генрихом VIII, Том пытается открыть ему правду, но тот не верит Тому и запрещает ему в дальнейшем упоминать об этой истории. Король-отец доверяет лекарям, посчитавшим «принца» душевнобольным, и надеется, что покой и забота вернут «наследнику» разум. Том не смеет нарушить королевский указ и пытается освоиться со своим новым положением, не теряя надежды, что настоящий принц рано или поздно вернётся.
Среди придворных начинают ходить пересуды о странной истории, рассказанной «наследником», но король, имеющий основания опасаться недоброжелателей, способных посягнуть на престол, воспрещает всем даже упоминать о странном поведении «принца». Король решает, что его сын, будь он даже помешанным, всё равно должен получить королевскую корону.
Принц же, оказавшись на улице, познаёт бесправие низших слоёв английского общества. Он наблюдает за жестокими казнями женщин, волею случая оказывается в шайке жуликов, попадает в тюрьму и подвергается шуточной коронации разбойниками. Лишь участие в его судьбе доброго Майлса Гендона, возвращающегося  с войны небогатого дворянина, спасает принца в его жизни простым нищим, за что принц (по просьбе Майлса) наделяет его правом сидеть в присутствии короля. 
Положение принца осложняется ещё и тем, что все окружающие насмехаются над его словами о том, что он является наследником престола, считая мальчика помешанным. Майлс Гендон жалеет ребёнка, делая вид, будто верит ему, и решает усыновить мальчика, вернувшись в своё имение. Но по возвращении в поместье Майлса ждёт жестокий удар. Родственники объявили Майлса самозванцем, якобы не узнавая его и утверждая, что «настоящий» Майлс Гендон погиб на войне...
Испытав все невзгоды, которым подвержен человек низшего сословия, претерпев множество бед и лишений, Эдуард VI клянётся, вернув себе престол, исправить положение дел и править своими подданными справедливо и милостиво.
Между тем Том, невольно занявший место принца, пытается освоить придворные манеры. Выручает его то, что он прочёл немало книг о королях и принцах. Несмотря на это, мальчик, разумеется, нередко допускает просчёты, не свойственные особам королевской крови. Его недостаточную осведомлённость относительно азов этикета объясняют тем, что в связи с болезнью он потерял память.
В момент, когда Том должен по всем правилам унаследовать престол умершего Генриха VIII, при дворе появляется Эдуард VI и в подтверждение своих прав на корону указывает местонахождение спрятанной им Большой королевской печати (англ. Great Seal of the Realm), известное лишь ему и Тому (Том же, не зная о величайшей ценности Большой королевской печати, иногда использовал её для колки орехов). Настоящий принц становится королём, а Том получает место в его свите. Не был забыт и Майлс: отторгнутое у него имущество вернулось к законному владельцу, а сам он был пожалован титулом графа Кентского и званием пэра Англии.

## Экранизации и постановки
Сюжетная канва «Принца и нищего» с большими вольностями и допущениями использовалась в многочисленных комиксах, мультфильмах, кинофильмах (в том числе немых картинах и в фильмах Индии и Юго-Восточной Азии). Экранизации и постановки следующие:
- Принц и нищий (фильм, 1915) — производство США.
- Принц и нищий (фильм, 1937) — производство США.
- Том Кенти — комедия Сергея Михалкова, 1938 г.
- Принц и нищий (фильм, 1942) — производство СССР.
- Принц и нищий (фильм, 1971) — производство ЧССР.
- Принц и нищий (фильм, 1972) — производство СССР.
- Принц и нищий (фильм, 1977) — производство Великобритании, США.
- Принц и нищий (фильм, 1985) — фильм-балет, производство СССР.
- Принц и нищий (фильм, 1996) — мини-сериал, производство Великобритании.
- Принц и нищий (фильм, 2000) — производство Венгрии, Великобритании.
- Принц и нищий (мультфильм) — 1990 г., производство студии Walt Disney Pictures.
- Принц и нищий (опера, 2004) — опера в двух действиях Ефрема Подгайца (либретто Р. Сац и В. Рябова по роману М. Твена). Поставлена в Санкт-Петербурге в Музыкальном театре «Зазеркалье» (2007) и в Детском музыкальном театре им. Н. И. Сац (2009)